# Ndifreke Udo
Ndifreke Effiong Udo (15 de agosto de 1998) é um futebolista profissional nigeriano que atua como defensor, atualmente defende o Abia Warriors.

## Carreira
Ndifreke Udo fez parte do elenco da Seleção Nigeriana de Futebol nas Olimpíadas de 2016.